# Битва при Кротоне
Битва при Кротоне — два сражения между римскими и карфагенскими войсками в ходе Второй Пунической войны.

## История
Летом 204 года до н. э. консул Публий Семпроний Тудитан вёл войну в Бруттии против Ганнибала. Состоялись два сражения в Кротонской области. В первом из них победили карфагеняне, римляне потеряли 1200 человек и заперлись в своём лагере. Но во втором сражении Ганнибал потерпел поражение, потеряв 4 000 человек, и отвёл войска в Кротон. Тем же летом в Бруттии консул штурмом взял Клампетию, а Консентия, Пандосия и другие незначительные города сдались добровольно.